# Obstwiesenfestival
Das Obstwiesenfestival ist ein dreitägiges Open-Air-Musikfestival in Dornstadt bei Ulm.

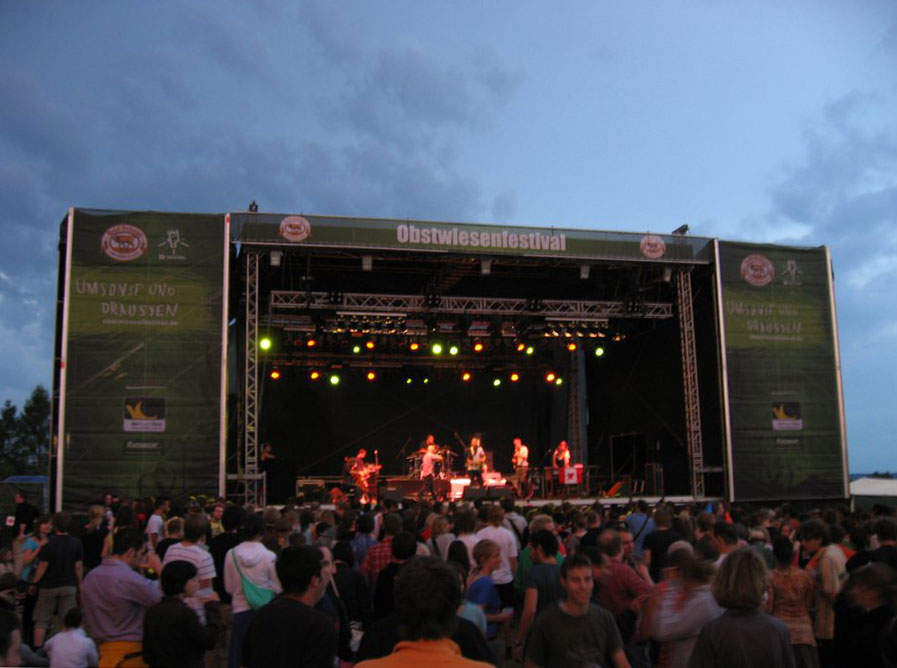
Das Obstwiesenfestival 2007

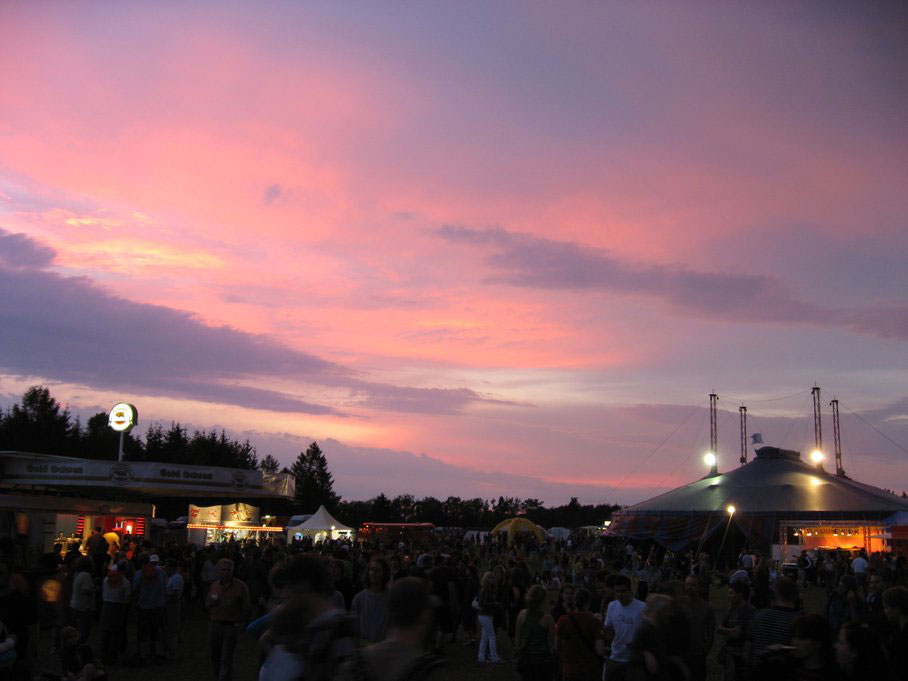

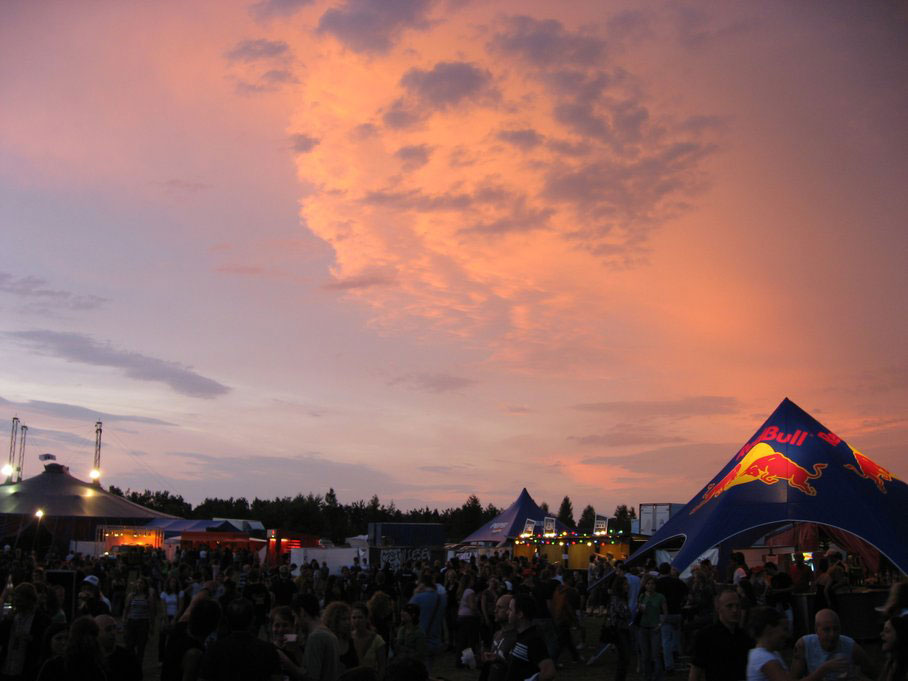

## Geschichte
Das Festival fand 1990 zum ersten Mal auf einer Obstwiese statt und wird seit 1996 jährlich veranstaltet. Im Jahr 2023 zählte das Obstwiesenfestival ca. 27000 Besucher und gehört damit zu den größten Umsonst-und-Draußen-Festivals.
Zunächst auf den Lerchenfeld-Wiesen des Bundeswehrgeländes stattfindend, spielte sich 2008 das Geschehen zum ersten Mal neben dem Containerbahnhof im Industriegebiet Dornstadt (EXIT 62) ab. 2009 fand das Festival im Oberen Forst (links neben der Landstraße zwischen Dornstadt und Beimerstetten) statt.
Seit 2012 hat das Festival wieder ein festes Gelände, dieses Mal am Lerchenberg in Dornstadt.
Die meisten auftretenden Bands lassen sich den Genres Indie, Electro und Hip-Hop zuordnen. Neben einer Hauptbühne ist seit vielen Jahren auch ein Zelt mit Bühne vorhanden. 2022 kam eine dritte Bühne hinzu.
Der Eintritt ist frei, für das Parken und Zelten vor Ort wird jeweils eine Gebühr erhoben. Das Festival dauert 3 Tage und findet von Donnerstag bis Samstag statt.
Am ersten Tag des Festivals werden bei Einbruch der Dunkelheit jedes Jahr zwei Filme gezeigt. Der deutsche Kinofilm Video Kings wurde 2007 beim Obstwiesenfestival uraufgeführt.

## Auswahl aufgetretener Bands
- 1999: SCYCS, Stone the Crow
- 2000: Sportfreunde Stiller, Donots
- 2001: 4Lyn
- 2002: Tomte, Slut, Beatsteaks
- 2003: Danko Jones, Miles, Emil Bulls, Virginia Jetzt!, Blackmail
- 2004: Mando Diao, Olli Schulz, Naked Lunch, Oceansize, Itchy Poopzkid
- 2005: The Robocop Kraus, Olli Schulz und der Hund Marie, Madsen, Mediengruppe Telekommander
- 2006: We Are Scientists, Fotos, Chikinki, Schrottgrenze
- 2007: Tocotronic, Friska Viljor, Monta, Naked Lunch, Fertig, Los!, Goose, The Hidden Cameras, The Blood Arm, Puppetmastaz
- 2008: Get Well Soon, Friska Viljor
- 2009: Polarkreis 18, Olli Schulz, Bishop Allen, Missent to Denmark
- 2010: Audio Bullys, Lali Puna, FM Belfast, Monotonix
- 2011: Yucca, Fugitive Dancer
- 2012: The Hundred in the Hands, Me and My Drummer, Reptile Youth, Japandroids, Bilderbuch
- 2013: We Were Promised Jetpacks, Sizarr, OK Kid, Hello Gravity, Steaming Satellites, The Blood Arm, Schlachthofbronx, Benzin, Saalschutz, Die Liga der gewöhnlichen Gentlemen, Kommando Elefant
- 2014: Hundreds, Mighty Oaks, Claire, Enno Bunger, Is Tropical, Girls in Hawaii, Schlachthofbronx, Bilderbuch, Velojet, Fuck Art, Let’s Dance!
- 2015: Wanda, Drenge, Zoot Woman, Kommando Elefant, Young Chinese Dogs, Exclusive, GODS, Ebony Bones, Marcus Wiebusch
- 2016: Blood Red Shoes, The Boxer Rebellion, We Were Promised Jetpacks, Antilopen Gang, Mantar, Die Nerven, Ginga
- 2017: Johnossi, Hundreds, Meute, Granada, Talisco, Steaming Satellites, Faber
- 2018: Tocotronic, Von Wegen Lisbeth, Hinds, Granada, Voodoo Jürgens, DZ Deathrays, Goldroger, Jonathan Bree, Pale Grey, Die Sauna
- 2019: Yeasayer, Bonaparte, Band of Skulls, Leoniden, Tahiti 80, Das Lumpenpack, Kid Simius, Blanck Mass, Viagra Boys, Cassia, HMLTD, Die Nerven, BLVTH, The Holy, Pabst, Hope, Sons, Neufundland, Pauls Jets, Sparkling, Roy Bianco & Die Abbrunzati Boys
- 2020: Absage wegen der COVID-19-Pandemie (angekündigt waren Kinderzimmer Productions, Husten, Erwin & Edwin, Far Caspian, Jeremias, KAIBA, Les Big Byrd, Henge, Maffai, Neànder, Dis M sowie Loud Packers)
- 2021: Absage wegen der COVID-19-Pandemie (angekündigt waren Kinderzimmer Productions, HVOB, Erwin & Edwin, Husten, Far Caspian,  KAIBA, Les Big Byrd, Jeremias, Akne Kid Joe, Henge, The Screenshots, Maffai, Neànder, Dis M und Loud Packers)
- 2022: HVOB, Alli Neumann, Kinderzimmer Productions, DEHD, Ekkstacy, Husten, Henge, Les Big Byrd, Erwin & Edwin, Nand, The Screenshots, Mid City, KAIBA, Neànder, Bilbao, Akne Kid Joe, Maffai, Dis M, Mischa, Loud Packers, Shout Out Louds, Get Well Soon, Av Av AV, Rokas, Moltke & Mörike, Odd Couple, Telquist, Donkey Kid, Christin Nichols, Gwen Dolyn & Toyboys, Resi Reiner, Kaltenkirchen, Girlwoman, Malastair sowie Emanzenpanzer
- 2023: Beatsteaks, Temples, Die Sterne, Ilgen-Nur, Nand, Juse Ju, Far Caspian, Ditz, Grove, Van Holzen, Yukno, Slatec, Gurriers, Steiner & Maidlaina, Pressyes, Bulgarian Cartrader, Donkey Kid, Oskar Haad, Rainer von Vielen, Gast, Versacer, Beverly Kills, Cédric L'Amour, Küste, Black Ocean's Edge sowie Funkwelle
- 2024: Circa Waves, Olli Schulz, The Slow Show, Roy Bianco & Die Abbrunzati Boys, Anda Morts, Biblioteka, Carlo Karacho, Cowboy Lyf, Die Autos, Die Neue Zärtlichkeit, Django 3000, English Teacher, Flawless Issues, Goldroger, Herr Jan & Superband, König Boris, Milleniumkid, Rahel, Rainbowhead, Schlachthofbronx, Sextile, Sonoblu, Team Scheisse, The Eyes, Tiavo, Uche Yara, V. Strange & Nikk Rhodes sowie Wine Lips